# Crotonogyne chevalieri
Crotonogyne chevalieri är en törelväxtart som först beskrevs av Lucien Beille, och fick sitt nu gällande namn av Ronald William John Keay. Crotonogyne chevalieri ingår i släktet Crotonogyne och familjen törelväxter.
Artens utbredningsområde är Elfenbenskusten. Inga underarter finns listade i Catalogue of Life.